# Montverdun
Montverdun is een gemeente in het Franse departement Loire (regio Auvergne-Rhône-Alpes). De plaats maakt deel uit van het arrondissement Montbrison. Montverdun telde op 1 januari 2022 1.287 inwoners.

## Geografie
De oppervlakte van Montverdun bedroeg op 1 januari 2022 16,52 vierkante kilometer; de bevolkingsdichtheid was toen 77,9 inwoners per km².

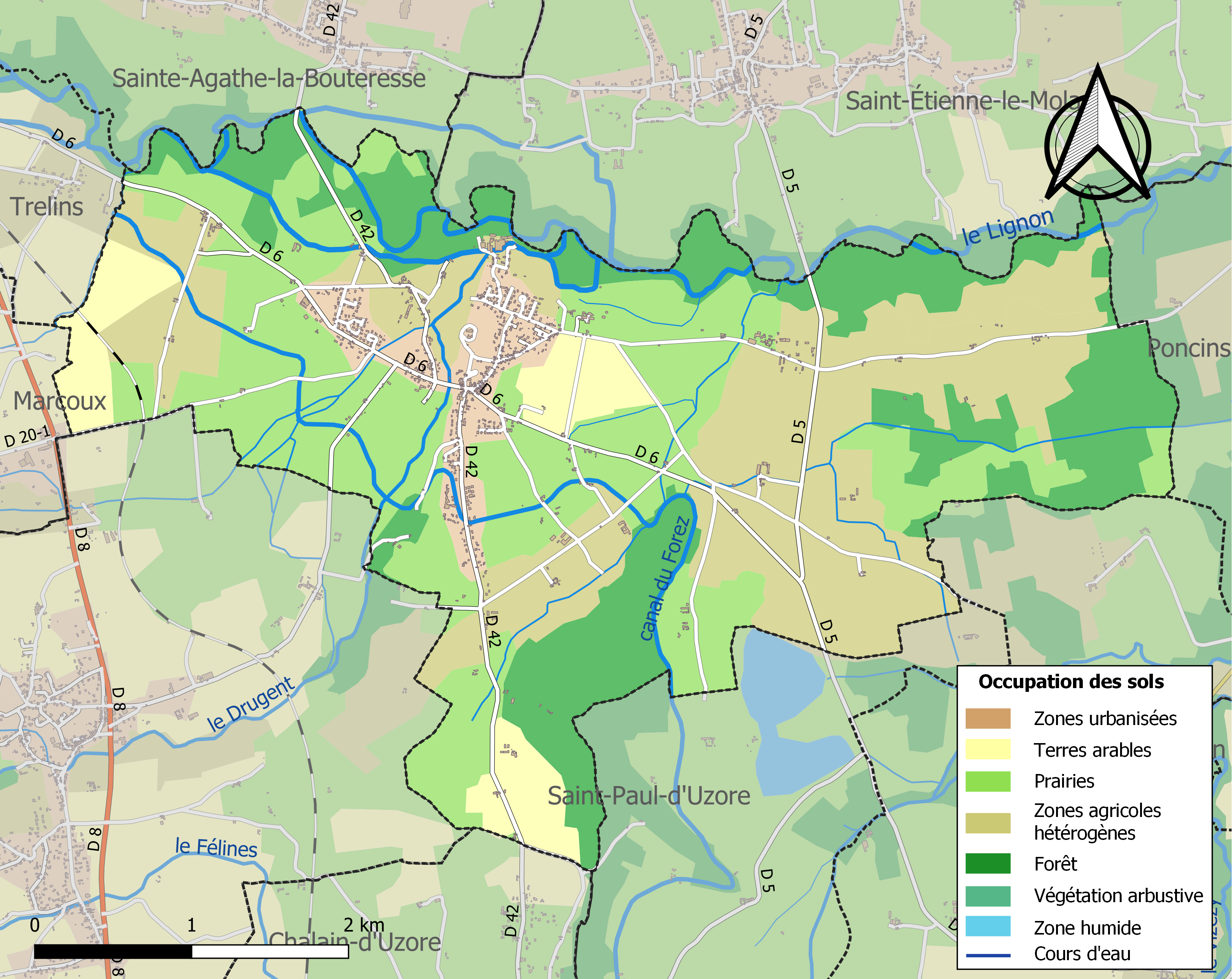
Kaart van de gemeente met de belangrijkste infrastructuur, bodemgebruik en omliggende gemeenten

## Demografie
Onderstaande figuur toont het verloop van het inwonertal (bron: INSEE-tellingen).